# María-Lionza-Kult

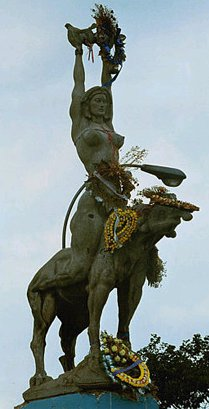
María-Lionza-Statue in Caracas

Der María-Lionza-Kult rankt sich um die mythische venezolanische „Indianerkönigin“ María Lionza. Dieser Kult ist ein Heilungsritual, das sich aus dem Katholizismus, den ethnischen Religionen Venezuelas und dem afrikanischen Voodoo entwickelt hat (siehe auch: Synkretismus). Hauptverbreitungsgebiet ist Venezuela. Der Kult kommt jedoch heute auch in anderen Staaten – etwa Kolumbien, der Dominikanischen Republik und Brasilien – vor.

## María Lionza
Der Name der Königin María Lionza leitet sich vom vollständigen Namen „María de la Onza“ (dt.: María vom Jaguar) ab. Die um María Lionza rankenden Legenden lassen keine eindeutige Klärung ihrer Person zu. Einer der Legenden folgend wurde María 1502 in der Region Yaracuy als  Tochter eines Indianerhäuptlings geboren. Nach einer anderen Legende war sie die Tochter eines spanischen Konquistadors und einer Indianerin. In Bildern wird sie als kräftige und wohl proportionierte Frau dargestellt, die nackt auf einem Tapir oder Bären reitet. Sie galt als wunderschön und wundertätig und ließ alle Männer, die sich ihr näherten „verschwinden“. Hiermit wird ihre Macht über wilde Tiere symbolisiert. Ihr Lebensmittelpunkt war am Berg Cerro de Sorte, der 1980 zum Nationalpark erklärt wurde. An diesem Berg wird noch heute der Kult praktiziert. Seit 500 Jahren bestimmt sie als Königin des nach ihr benannten Kultes das Leben vieler afroamerikanischer und indigener Venezolaner sowie Mestizen. Sie hat viele Väter, ihr leiblicher Vater soll ein Indianerhäuptling gewesen sein, ihre geistigen Väter waren die Sklaven und der spanische Katholizismus. Schon bald nach der Landung der ersten spanischen Herrscher, die den römisch-katholischen Glauben in das Land brachten, mischten sich die indigenen Religionen mit afrikanischen Riten und dem europäischen Christentum. Aus diesen religiösen und kulturellen Mischungen entstand der Kult nach María Lionza. Sie ist die älteste und mächtigste Königin der örtlichen Indianermythen und die zentrale Figur des religiösen Gedankenguts: Sie wird als Erdgöttin sowie als Göttin der Natur, der Liebe, des Friedens und der Harmonie verehrt. Vordergründig wird sie mit der christlichen Jungfrau Maria gleichgesetzt. Ihr zu Ehren wurden Denkmäler errichtet, Blanca Estrella de Méscoli schuf eine sinfonische Dichtung, Efraín Amaya komponierte ein Musikstück, der Salsa-Sänger Rubén Blades und der Musiker Devendra Banhart komponierten ihr zu Ehren Lieder.

## Der Kult
Der auf dem Berg Cerro de Sorte (ca. 300 Kilometer von Caracas) praktizierte Kult ist in Venezuela weit verbreitet. Zu einer Kultveranstaltung treffen sich alle Bevölkerungsschichten. Sie zelebrieren in spektakulären und mystischen Handlungen geheimnisvolle Feiern, um die Heilung bei Krankheiten oder die Hilfe zu besonderen Angelegenheiten zu  erbitten. Der Kultabend wird durch spirituelle Spezialisten geleitet, diese nehmen Kontakt zu verschiedenen Geisterlinien auf, die den drei geistigen Mächten, den „Tres Potencias“ des Pantheons, untergeordnet sind. Die „Tres Potencias“ werden gebildet aus der Königin María Lionza, dem Indianergeist Guaicaipuro und dem afrikanischen Geist Negro Felipe. Den Katholiken unter den „Marialionzistas“ gilt das Dreigestirn der „Tres Potencias“ als Vermittler zwischen ihnen und einem christlichen Gott, der die Welt lenkt, sowie als Ansprechpartner für die Probleme der Menschen. Von den Geistern erhoffen sie sich Beratung, Hilfe und Heilung. Die Zeremonien bestehen aus der Opferung von Kerzen, Blumen und Duftessenzen an Altären mit Statuetten der Angerufenen. Hierzu wird gesungen und es werden Trommeln gespielt. Bei Heilungszeremonien kommen Medien und religiös erfahrene Personen zum Einsatz. Fast 30 Millionen Menschen leben nach den 500 Jahre alten Regeln, fürchten Flüche und hoffen bei Krankheiten auf heilende Worte – und glauben jenen Bildern aus der Zukunft, die sie ihren Priestern durch das Feuer schickt. Der María-Lionza-Kult ist die größte spirituelle Bewegung des südamerikanischen Kontinents. Der bedeutendste Tag des María-Lionza-Kults ist jährlich der 12. Oktober; an diesem Tag treffen sich alle Medizinmänner, Kultpriester und Zeremonienmeister zur Huldigung ihrer Königin. Höhepunkt der Feierlichkeiten  sind die traditionsreichen Tänze über glühende Kohlen.

## Pilgerfahrt
Eine Pilgergruppe wird gewöhnlich von einem älteren und „heiligen“ Medium begleitet, diese Person ist das wichtigste Mitglied der Gruppe. Gemeinsam tauchen sie ein in ihren Glauben, begleitet von rhythmischen Trommelklängen, Rauch, Zigarren, Musik und Gesang. Sie tanzen, beten und versetzen sich in Trance. Zum Höhepunkt der Feier beben ihre Körper, der Mensch tritt mit den Geistern der heiligen Stätte in Kontakt, und der Bittende schöpft neue Kraft für den Alltag.

## Das Pantheon
María Lionza ist die höchste und wichtigste Gottheit im Pantheon – der „Ehrenhalle“ – Venezuelas. Sie ist ein Teil der „drei Mächte“ (Tres Potencias), zu denen der Indianerhäuptling Cacique Guaicaipuro und der ermordete schwarze Sklave Negro Felipe gezählt werden. Dieser „Dreieinigkeit“ unterstehen mehrere „Kammern“, in denen weitere Gottheiten verehrt werden. Zu diesen nachgeordneten Gottheiten gehören auch der Nationalheilige und Mediziner José Gregorio Hernández und der Pädagoge Andrés Bello. Die göttlichen Kammern sind für die Indios, Mediziner, Folklore, Lehrer, Afrikaner, katholische Heilige, Politiker und verstorbenen Delinquenten vorgesehen.     

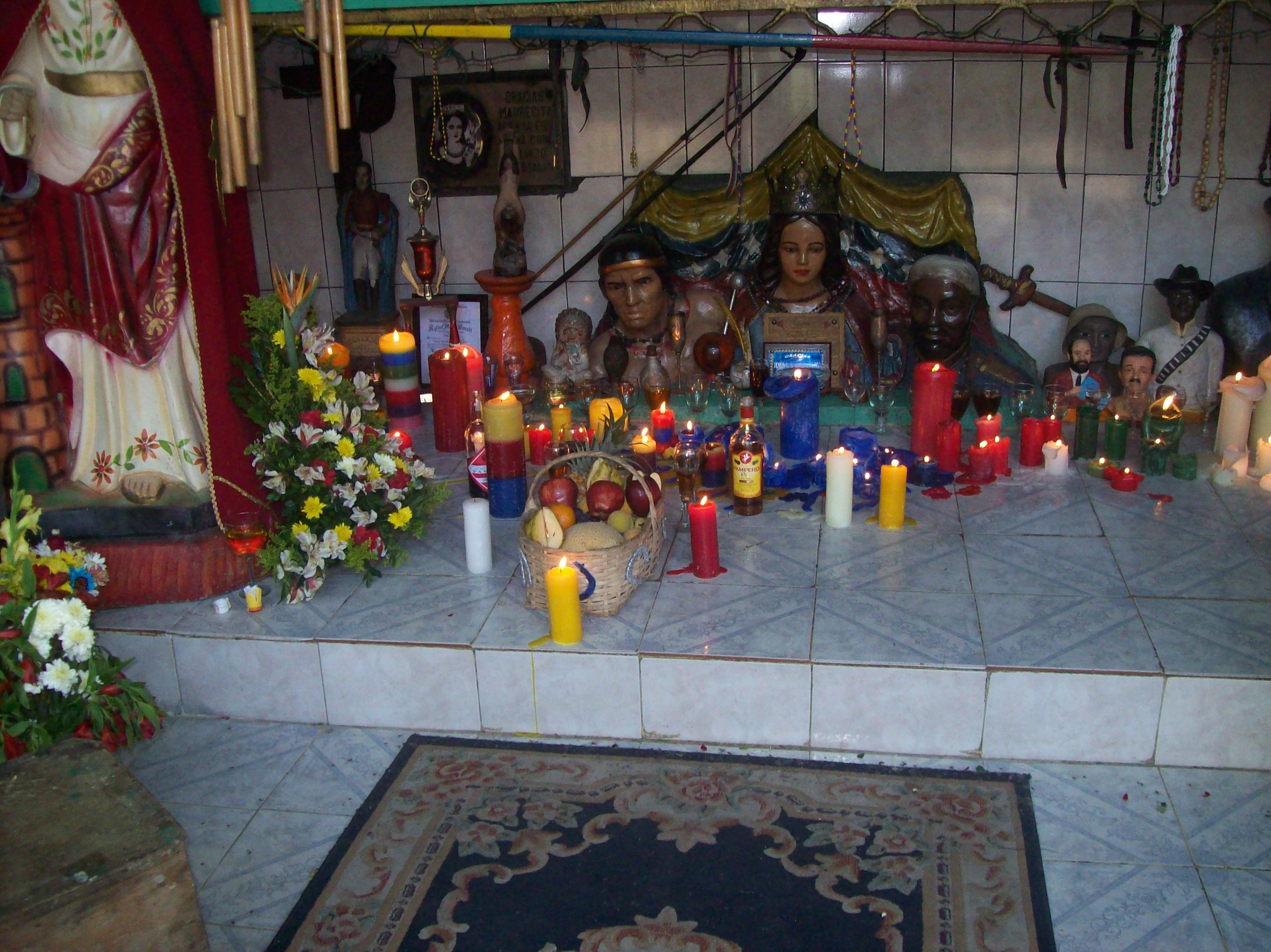
Ein María-Lionza-Altar mit den Abbildern der „Tres potencias“

## María-Lionza-Altar
Im Zentrum der kultischen Veranstaltung steht ein María-Lionza-Altar, der erst mit Beginn des 20. Jahrhunderts entstanden ist. Auffällig sind die auf dem Erdboden liegenden Kleidungsstücke, sie sind mit einem hellen Puder oder mit Mehl umrandet. Weiterhin sind auf dem Boden Abgrenzungen und Muster gemalt, auf denen Kerzen stehen, die während der Zeremonie brennen. Zur weiteren Altarausstattung gehören Steine aus der Yaracuy-Region, die vor dem Altar aufgeschüttet werden. Auf diesen Steinen werden alkoholische Getränke, Blumen, Duftwasser, Zigaretten und Obst abgelegt. Der gesamte Altarraum wird mit bunten Stoffen und Kultbildern geschmückt. Auf dem Mittelbild ist die „Tres potencias“ dargestellt.

## Konfliktfelder
Der venezolanische Staatspräsident Hugo Chávez hat in der Vergangenheit vermehrt gegen die römisch-katholische Kirche argumentiert. Die Bevölkerung Venezuelas besteht nominal aus über 90 Prozent Christen, die sich zum katholischen Glauben bekennen. Es bestehen aber auch regionale Unterschiede, während im Westen Venezuelas eine tiefe Gläubigkeit vorherrscht, gibt es in einigen östlichen Gebieten weniger praktizierende Katholiken. 
Für die christlichen Kirchen, insbesondere für die katholische Kirche besteht nicht nur das Dilemma der Verschmelzung mit den indianischen Riten, sondern auch die Probleme in der Missionsarbeit. Es sind aber auch die aus den Vereinigten Staaten herüberkommenden evangelikalen Christen sowie die Zeugen Jehovas, die Mormonen oder auch die Angehörigen der Mun-Sekte, die die katholische Missionierung deutlich erschweren. Der synkretistisch, christlich und animistisch geprägte María-Lionza-Kult erhält immer mehr Anhänger, die bis in die Regierungsebenen vordringen. Der ehemalige Diktator Marcos Pérez Jiménez (1914–2001) ließ in Caracas das riesige Standbild für die Göttin María Lionza errichten.